# 珍珠市区
珍珠市区（匈牙利語：Gyöngyösi járás），是匈牙利赫维什州的一个区，总面积750.78平方公里，总人口73,834人（2011年），人口密度98人/平方公里。中心城市为珍珠市。

## 市镇
珍珠市区包含两个城镇和22个村庄。